# Skylab V
Skylab V é o quinto álbum de estúdio do cantor brasileiro Rogério Skylab, e também o quinto de sua série de dez álbuns epônimos e numerados. Lançado em 2004 pela revista/selo OutraCoisa, de Lobão, o álbum é célebre por sua faixa censurada "Fátima Bernardes Experiência", omitida visando evitar controvérsias por parte de Bernardes e de Glória Maria, também mencionada na letra da canção. Em 2005, o próprio Skylab reeditou o álbum, em tiragem limitada, reintroduzindo a faixa censurada, e em 2023, 19 anos após o lançamento original de Skylab V, "Fátima Bernardes Experiência" foi relançada como single.
O álbum (incluindo "Fátima Bernardes Experiência") pode ser baixado gratuitamente no site oficial de Skylab. Em 18 de março de 2025, foi lançado um videoclipe para "Você Vai Continuar Fazendo Música?", e em 26 de março a canção foi igualmente relançada como single.

## Recepção
Skylab V foi chamado de "o álbum quintessencial de Skylab". Venceu o Prêmio Claro de Música Independente, na categoria "Melhor Álbum de MPB", em 2005; foi a primeira (e, até então, a única) premiação ganha por Skylab. Comentando a respeito, afirmou ele que, "ironicamente, foi o álbum mais rock que já [produziu]".
Marcelo Costa do Scream & Yell deu ao álbum uma nota positiva de 8 de 10, chamando-o de "clássico". Ele, porém, lamentou a omissão de "última hora" da faixa "Fátima Bernardes Experiência" do lançamento original. Escrevendo para a revista IstoÉ, José Flávio Júnior chamou Skylab de "um poeta esquizoide do absurdo [cuja] poesia é realçada por um hard rock anacrônico" e de "um provocador gratuito". Ele classificou o álbum com 4 estrelas de 5, mas também lamentou a exclusão de "Fátima Bernardes Experiência".
O site La Cumbuca incluiu Skylab V em 71º lugar em sua lista dos 200 Melhores Discos Nacionais dos Anos 2000. Skylab II, IV e VII também aparecem na lista, em 24º, 42º e 110º lugar, respectivamente.

## Faixas
Todas as faixas escritas e compostas por Rogério Skylab. 
| N.º | Título                               | Duração |  |
| 1.  | "Os Ratos"                           | 3:17    |  |
| 2.  | "Tarado"                             | 3:41    |  |
| 3.  | "Você Vai Continuar Fazendo Música?" | 4:08    |  |
| 4.  | "Não Sou Ninguém"                    | 2:58    |  |
| 5.  | "22×2=43"                            | 4:22    |  |
| 6.  | "Homem do Mal"                       | 2:27    |  |
| 7.  | "Eu Fico Nervoso"                    | 3:44    |  |
| 8.  | "Legal, Legal"                       | 2:59    |  |
| 9.  | "Mastigando um Chiclete"             | 4:51    |  |
| 10. | "A Natureza"                         | 4:56    |  |
| 11. | "Semana Passada"                     | 3:58    |  |
| 12. | "Viver Morrendo"                     | 4:15    |  |
| 13. | "Aquela Coisa Toda"                  | 3:46    |  |
| 14. | "Dinheiro"                           | 2:55    |  |
| 15. | "Você É Feia"                        | 4:46    |  |
| 16. | "O Coveiro"                          | 4:50    |  |
| 17. | "Eu Tô Pensando"                     | 4:02    |  |

| Faixa bônus do relançamento de 2005 |                                |         |  |
| N.º                                 | Título                         | Duração |  |
| 8.                                  | "Fátima Bernardes Experiência" | 4:52    |  |

## Créditos
- Rogério Skylab – vocais, produção
- Thiago Amorim – guitarra
- Rodrigo Saci – baixo
- Bruno Coelho – bateria
- Alexandre Guichard – violão
- Vânius Marques – mixagem
- Luiz Tornaghi – masterização
- Solange Venturi – fotografia
- Carlos Mancuso – arte de capa